# Santo Amaro (Sousel)
Santo Amaro es una freguesia portuguesa del concelho de Sousel, con 39,51 km² de superficie y 706 habitantes (2001). Su densidad de población es de 17,9 hab/km².